# W. F. Magee
W. F. Magee foi um ciclista britânico que defendeu as cores do Reino Unido em três provas nos Jogos Olímpicos de Verão de 1908, realizadas na capital de seu país natal.